# Georgenhospital Frankfurt (Oder)
Das Georgenhospital Frankfurt (Oder) (Hospital Sankt George zu Frankfurt (Oder)) ist ein ehemaliges christliches Krankenhaus in Frankfurt (Oder), zu dem eine ehemalige Kirche, der Krankenhausbau und ein Wohnhaus für die Angestellten gehörte. Das heutige Gebäude entstand vom Jahr 1792 bis 1794 als Stiftung einer Frankfurter Handwerker-Gilde zur Versorgung der Leprakranken in der Lebuser Vorstadt. Später diente es als Herberge für Durchreisende und als Altenheim. Das Hospital befindet sich an der Berliner Straße, Ecke Bergstraße.
Nach Jahrzehnten des Leerstands und Verfalls wird es nach einer mehrjährigen Sanierung seit 2014 durch das Studentenwerk Frankfurt (Oder) als Wohnheim genutzt.

## Geschichte

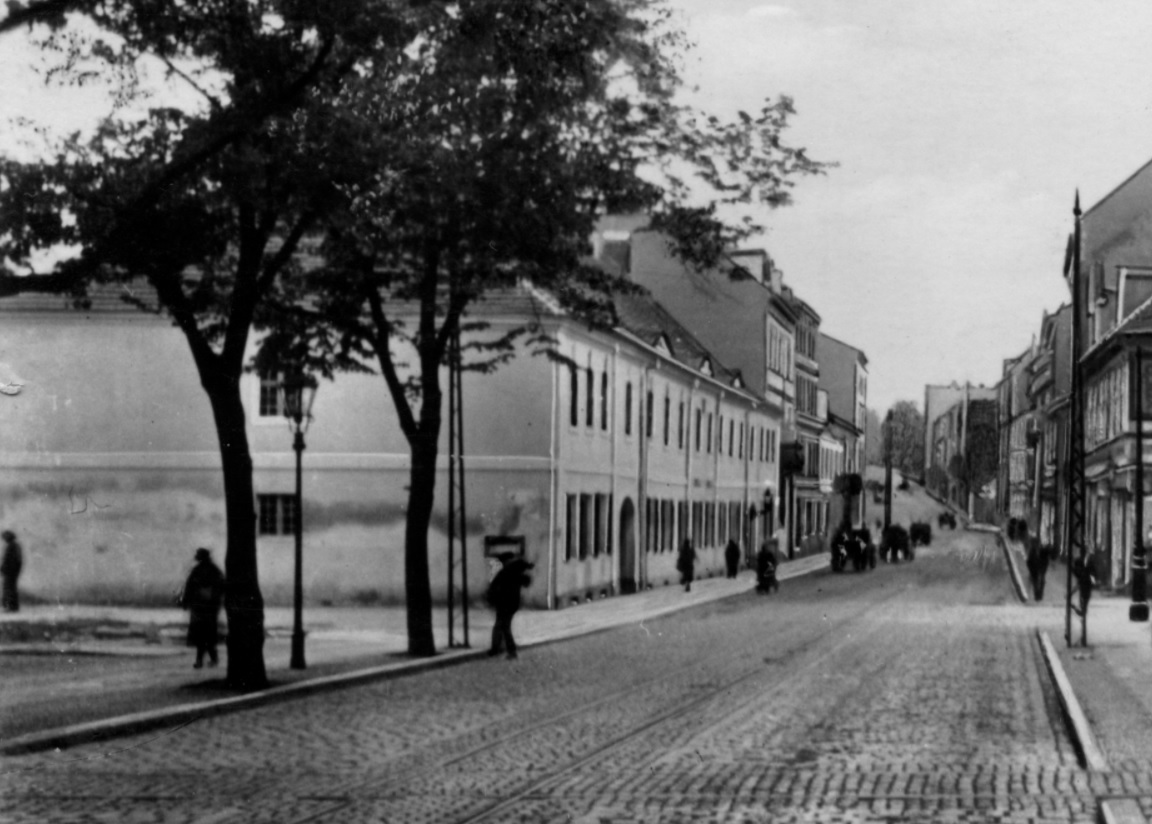
Die Berliner Straße mit Georgenhospital im Jahr 1899

Das Georgenhospital wurde erstmals 1312 urkundlich erwähnt: Als „domus leprosorum“, als ein Haus zur Versorgung von Leprakranken vor den Toren der Stadt Frankfurt (Oder). Um die Mitte des 16. Jahrhunderts wurde es zusammen mit der damaligen Georgenkirche ausgebaut. Weitere Bauarbeiten erfolgten nach den Zerstörungen des Dreißigjährigen Krieges Ende des 17. Jahrhunderts.
Seine heutige architektonische Gliederung und Gestaltung erhielt das Hospital nach Entwürfen des damaligen Frankfurter Stadtbau-Inspektors Friedrich Martin Knoblauch, welcher das Gebäude von 1792 bis 1794 erbauen ließ. Bis in die 1920er Jahre diente es als Krankenhaus der Gemeinde St. Georg zu Frankfurt (Oder) und fungierte nach dem Abriss der alten Georgenkirche im Jahr 1926 und dem Umzug der Gemeinde als städtisches Altersheim. In der Endphase des Zweiten Weltkrieges und der Schlacht an der Oder im Jahr 1945, in dessen Folge Frankfurt (Oder) zur „Festung“ ausgerufen wurde, diente das Georgenhospital als Kriegslazarett. Zu DDR-Zeiten wurde es erneut als Altersheim genutzt, bis 1983 die städtische Denkmalbehörde in das bereits stark baufällige Gebäude einzog.

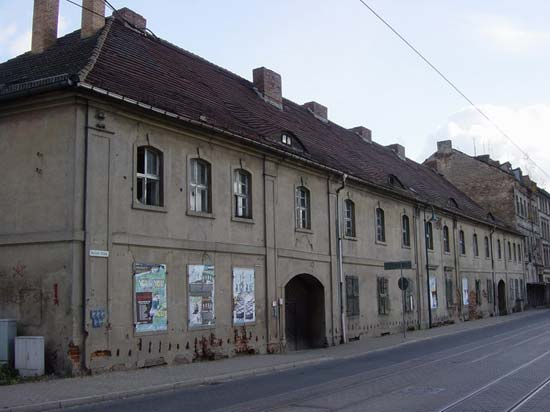
Das baufällige Haus im Jahr 2008 vor der Sanierung

Nach einer kurzzeitigen gewerblichen Nutzung wurde das ehemalige Georgenhospital 1995 endgültig geräumt und galt seitdem wegen seines schlechten Zustandes als eines der gefährdeten Denkmäler in Brandenburg, zumal dem Mauerwerk und dem Fundament durch das Oderhochwasser von 1997 erhebliche Schäden zugefügt wurden. Da es sich um das größte barocke Gebäude und zugleich eines der wenigen den Zweiten Weltkrieg überhaupt überstandenen historischen Bauwerke in Frankfurt (Oder) handelt, versuchte die Stadtverwaltung mangels eigener Finanzmittel das Baudenkmal durch private Investoren retten zu lassen und übertrug es im Mitte der 1990er Jahre einem Immobilienmakler für die symbolische Kaufpreissumme von einer D-Mark (ca. 0,50 Euro). Dieser kam jedoch wegen Unstimmigkeiten mit der Stadtverwaltung wegen der strengen Denkmalvorschriften seinen vertraglich zugesicherten Renovierungspflichten nicht nach, weshalb das Gebäude in den folgenden Jahren von der Stadt Frankfurt (Oder) zurückerworben wurde.
Von 2012 bis 2014 wurde das ehemalige Georgenhospital für ca. drei Millionen Euro, die sich aus Fördermitteln der deutsch-amerikanischen Max-Kade-Stiftung, Geld für den Stadtumbau des Land Brandenburg und städtischen Zuschüssen zusammensetzen aufwändig saniert und am 13. Oktober 2014 feierlich eröffnet.

## Heutige Nutzung als Max-Kade-Haus

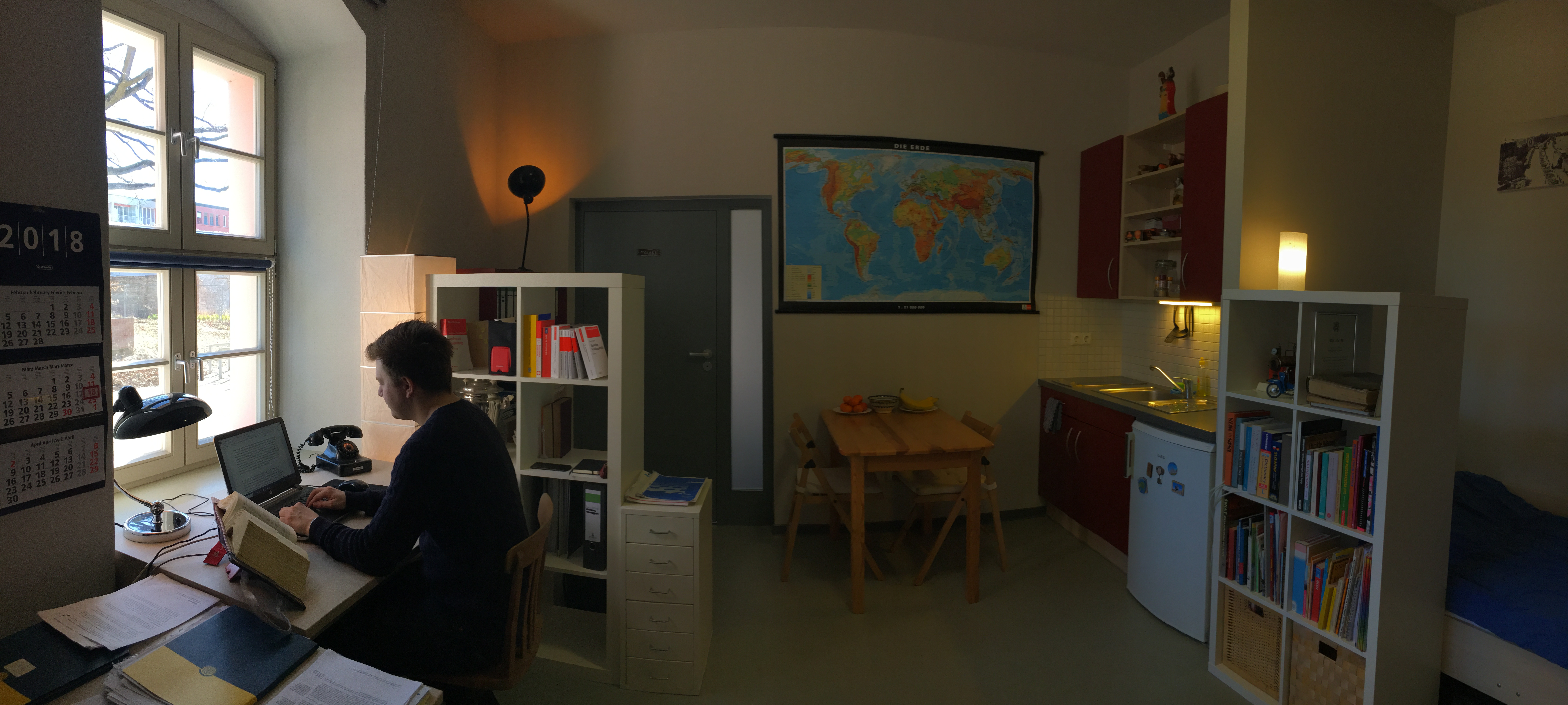
Innenansicht eines Ein-Raum Apartments

Seit Beginn des Wintersemesters 2014/15 dient das ehemalige Georgenhospital als Studentenwohnheim der Europa-Universität Viadrina. Dabei trägt es seit dem den offiziellen Namen Internationales Begegnungshaus Max Kade (umgangssprachlich: Max-Kade-Haus) und verfügt über 25 vollmöblierte Ein-Raum-Apartments, ein Zwei-Raum-Apartment, je mit eigenem Badezimmer und Küchenzeile sowie drei Räume für Gruppenarbeiten und Feierlichkeiten, welche auf zwei Etagen verteilt sind. Dabei wurden die strengen Vorschriften des Landesdenkmalamt berücksichtigt, welche die Erhaltung der beiden historischen Treppenhäuser aus Holz vorsahen.
Versorgt und organisiert wird das Max-Kade-Haus, genau wie alle anderen Studentenwohnheime der Europa-Universität Viadrina vom Studentenwerk Frankfurt (Oder). Aufgrund der maßgeblichen Fördergelder der Max-Kade-Stiftung, werden auf dessen Wunsch Apartments in diesem Wohnheim vornehmlich an Austauschstudenten aus den Vereinigten Staaten von Amerika und Kanada vergeben.

## Ehemalige Georgenkirche

Die ehem. Georgenkirche von 1656 im Jahr 1912

Es wird angenommen, dass die erste Sankt-Georg-Kirche an der ehemaligen Stelle neben dem Hospital um 1312 entstand. Die urkundliche Nennung steht im Zusammenhang mit einer Altarstiftung zu Ehren Maria Magdalenas. Diese wurde in der Forschung mit dem Kirchenpatrozinium gleichgesetzt. Wann sich das Georgenpatrozinium durchsetzte, ist unklar. Der ursprüngliche Standort der Kirche lag an der Mündung der Bergstraße in die heutige Berliner Straße.
1368 wurde die von Gewandschneidern gestiftete Kirche vom Bischof von Lebus bestätigt. Sie bildete jedoch keine eigenständige Pfarre, sondern war Teil des Hospitals, das von der Stadt bzw. Hospitalstiftungen betrieben wurde. Ein Kaplan der Marienkirche oder ein Mitglied der theologischen Fakultät der Universität übernahm die Seelsorge. Im 16. Jahrhundert wurde die Kirche mit der Kliestower Pfarre vereinigt. Um 1545 erfolgte ein Kirchenneubau aus einer Spende der Frankfurter Patrizierfamilie Wins/Winse. Während des Dreißigjährigen Kriegs wurde die Kirche 1631 und 1633 stark zerstört, unter anderem als der schwedische Feldmarschall Johan Banér versuchte, den Kirchturm zu sprengen. Dabei stürzte die Westhälfte des Kirchenschiffes ein. Erst 1653 wurde der Wiederaufbau in Angriff genommen, der bis 1656 abgeschlossen war. 1787 folgte die Erweiterung des einfachen Saalbaus durch breite Anbauten im Süden und Norden nach einem Entwurf Friedrich Martin Knoblauchs.
Am 1. Mai 1922 wurde die alte Kirche baupolizeilich gesperrt. Am 30. März und 16. April 1924 wandte sich die Gemeinde über die Oder-Zeitung an die Öffentlichkeit und forderte den seit Jahrzehnten zugesagten Bauplatz. Daraufhin bot die Stadt ein Grundstück an der Goepelstraße, außerhalb des bewohnten Einzugsbereich der Gemeinde und ein bewohntes Grundstück zwischen Luisen-, Sophien- und Taubenstraße an, für das die Gemeinde neue Wohnungen schaffen sollte. Am 2. September 1924 wurde der Sanierung und Erweiterung des bestehenden Baus zugestimmt, was jedoch an den Kosten scheiterte. Die Stadt wies einen Bauplatz für den Kirchneubau am heutigen Standort an der Bergstraße aus und verpflichtete sich Ende 1925 den Großteil der Baukosten zu übernehmen. Im Gegenzug sollte sie das beräumte Grundstück der alten Georgenkirche erhalten. Am 6. März 1926 vereinbarten die Kirchengemeinde St. Georg und die Stadt Frankfurt (Oder) vertraglich den Tausch des Grundstücks Berliner Straße mit der alten Kirche gegen das Grundstück an der Kreuzung Lennéstraße/Bergstraße.
Nachdem der preußische Minister für Wissenschaft, Kunst und Volksbildung Carl Heinrich Becker am 15. Mai 1926 die staatliche Abbruchgenehmigung erteilt hatte, wurde am 7. Juni 1926 begonnen, den Altbau ebenerdig abzureißen.
Vom aufgehenden Mauerwerk blieb ein Teil der südlichen Außenwand des barocken Erweiterungsbaus an der Grundstückseinfriedung erhalten. Im Zusammenhang mit der Sanierung des Georgenhospitals wurde an dieser Stelle im Jahr 2014 eine Informationstafel installiert.